# Finsvingel
Finsvingel (Festuca filiformis) är en växtart i familjen gräs.